# Parafia św. Michała Archanioła w Wierzbniku
Parafia św. Michała Archanioła – rzymskokatolicka parafia w miejscowości Wierzbnik (powiat brzeski, województwo opolskie). Parafia należy do dekanatu Grodków w diecezji opolskiej.

## Historia parafii
Parafia w Wierzbniku istnieje od XIV wieku. Obsługują ja księża diecezjalni. Pierwsza wzmianka o kościele parafialnym pochodzi z 1387 roku. Proboszczem od 1991 roku jest ksiądz Czesław Kocoń. Parafia ma również rezydenta w osobie emerytowanego kapłana księdza Alfonsa Stillera.

## Liczebność i zasięg parafii
Parafię zamieszkuje 1190 mieszkańców, zasięgiem duszpasterskim obejmuje ona miejscowości:
- Wierzbnik,
- Jankowice Wielkie.

## Inne kościoły i kaplice
- Kościół Wniebowzięcia Najświętszej Maryi Panny w Jankowicach Wielkich.[3]

## Wspólnoty parafialne
- Żywy Różaniec,
- Ministranci,
- Wspólnota św. Michała.[4]

## Duszpasterze

### Proboszczowie
- ks. Albert Kuschel,
- ks. Paul Trautmann,
- ks. Erich Heimann,
- ks. Piotr Guła,
- ks. Walerian Donnerstag,
- ks. Karol Podkówka,
- ks. Józef Pitera,
- ks. Franciszek Wieczorek,
- ks. Czesław Kocoń - obecnie.

### Wikariusze po 1945 roku
- ks. Jerzy Bednarek,
- ks. Franciszek Śliwka,
- ks. Jan Kołodenny.[3][4]